# 구강병리학
구강병리학(口腔病理學, oral pathology, oral and maxillofacial pathology, stomatognathic disease, dental disease, mouth disease)은 구강, 턱뿐 아니라 침샘, 턱관절, 얼굴근육 및 입 주변 피부와 같은 관련 구조들에 대한 질병을 가리킨다. 구강은 수많은 기타 기능들을 담당하는 중요한 기관이다. 또, 다양한 의학적, 치의적 질병들을 다룬다.

## 병리학의 예
입, 턱, 입 주변 피부에 영향을 미치는 수많은 질병들이 존재한다.

### 선천성
- 부정교합
- 입술입천장갈림증
- 대설증(거설증)
- 설소대 단축증
- Stafne defect
- 구개융기
- 하악융기
- 경상돌기 증후군

### 후천성

#### 자가면역
- 쇼그렌 증후군(건조증후군)

#### 염증
- 혈관부종

#### 종양성
- 구강암

## 같이 보기
- 두경부암